# Miles M.68
Die Miles M.68 war ein Frachtflugzeug des britischen Herstellers Miles Aircraft.

## Entwicklung und Konstruktion
Die Miles M.68, inoffiziell Boxcar, sorgte bei ihrer Einführung im Jahr 1947 aufgrund des neuen Frachtkonzepts für einiges Aufsehen. Die Grundidee war, Fracht in einem bereiften Container, dem sogenannten „Air-Trailer“ zu transportieren, der auf der Straße von einem Fahrzeug gezogen werden konnte, aber für den Transport per Flugzeug Teil des Rumpfs wurde. Dafür wurde die Miles Aerovan modifiziert, deren Rumpf bereits eine passende Form hatte, die größtenteils unabhängig vom Heckausleger und dem daran befestigten Leitwerk hatte. Der vordere Rumpfteil wurde in zwei Teile – einer für das Cockpit und ein dahinterliegender aus einer Verkleidung, in welcher der Container montiert werden konnte.
Länge und Spannweite waren identisch zur Aerovan und auch der Heckausleger sowie das Dreifachleitwerk blieben unverändert, wobei wie bei der Aerovan 2 nur das mittlere Seitenleitwerk über ein Ausgleichshorn verfügte. Die Tragflächen besaßen wie bei der Aerovan nur eine geringe Streckung und verfügten über Landeklappen über den kompletten Teil der Hinterkante, der nicht mit den Querrudern versehen war. Im Gegensatz zur Aerovan war die M.68 jedoch mit vier Triebwerken ausgestattet, da bei der M.68 Motoren vom Typ Blackburn Cirrus Minor II mit einer Nennleistung von je 90 PS (66 kW) anstatt der Blackburn Cirrus Major 3 mit 155 PS (114 kW) der Aerovan eingesetzt wurden. Mit montiertem Container war der Rumpf der M.68 ähnlich lang wie der Rumpf der Aerovan. Wenn kein Container montiert war, konnte die Verkleidung bis zur Trennwand des Cockpits nach vorne geschoben werden. Der Container selbst hatte Ausmaße von 10 ft (3,05 m) Länge, 4,5 ft (1,37 m) Breite. Er konnte mit 1.600 lb (726 kg) Fracht beladen werden.
Das starre Hauptfahrwerk war bei der Aerovan unter dem Rumpf angebracht. Da die entsprechende Sektion bei der M.68 nicht dauerhaft vorhanden war, wurde das Fahrwerk der M.68, das aus je zwei kleinen Rädern pro Seite bestand, auf langen, nach hinten geschwungenen Beinen, die durch die inneren Triebwerksgondeln verliefen montiert. Das feste Bugrad war etwas kürzer und schwenkbar. Insgesamt war das Fahrwerk so ausgelegt, dass der Container dicht über dem Boden lag. Auch die Kabine wurde verändert. Sie war weniger gerundet und weniger großzügig verglast.
Von der M.68 wurde nur ein einziges Exemplar gebaut. Es absolvierte seinen Erstflug am 22. August 1947 und wurde im September des gleichen Jahres auf einer Luftfahrtausstellung der Society of British Aerospace Companies in Radlett vorgeführt. Vorher wurden allerdings die äußeren Seitenruder erheblich verändert. Sie bekamen eine wesentlich längere, symmetrischere und fast elliptische Form.
Bereits im Jahr 1948 wurde die Maschine verschrottet. Ihr Heckleitwerk wurde jedoch für die Aerovan 6 verwendet.

## Technische Daten
| Kenngröße             | Daten                                                                      |
| --------------------- | -------------------------------------------------------------------------- |
| Besatzung             | 2                                                                          |
| Länge                 | 36 ft (10,97 m)                                                            |
| Spannweite            | 50 ft (15,24 m)                                                            |
| Reisegeschwindigkeit  | 110 kn (204 km/h)                                                          |
| Höchstgeschwindigkeit | 120 kn (222 km/h)                                                          |
| Reichweite            | 350 NM (648 km)                                                            |
| Triebwerke            | 4 × Vierzylinderreihenmotor Blackburn Cirrus Minor II mit je 90 PS (66 kW) |